# Agersted Kirke
Agersted Kirke er opført 1903 i romansk stil efter tegning af arkitekt Ludvig Frederik Olesen. Kirken blev indviet 6. december 1903 og ligger ud til landevejen mellem landsbyen Gammel Agersted og Agersted. Altertavlen er malet af H.A. Brendekilde ca. 1890.

## Kirkens ydre
- Agersted Kirke set udefra
- Agersted Kirke set udefra

- Agersted Kirke set udefra
- Agersted Kirke set udefra

## Kirkens indre
- Agersted Kirke set indefra mod alteret
- Krucifiks
- Prædikestol
- Døbefont
- Alteret, med altertavle malet af H.A. Brendekilde
- Kirkeskib
- Orgel
- Liste over præster

## Eksterne kilder og henvisninger
1. ↑  Ralph Sonne, H.A. Brendekilde - Værk og betydning i dansk kunst- og kulturhistorie, side 86- 87, ISBN 978-87-7917-624-9

- Wikimedia Commons har flere filer relateret til Agersted Kirke
- Agersted Kirke hos KortTilKirken.dk